# 赤霞珠

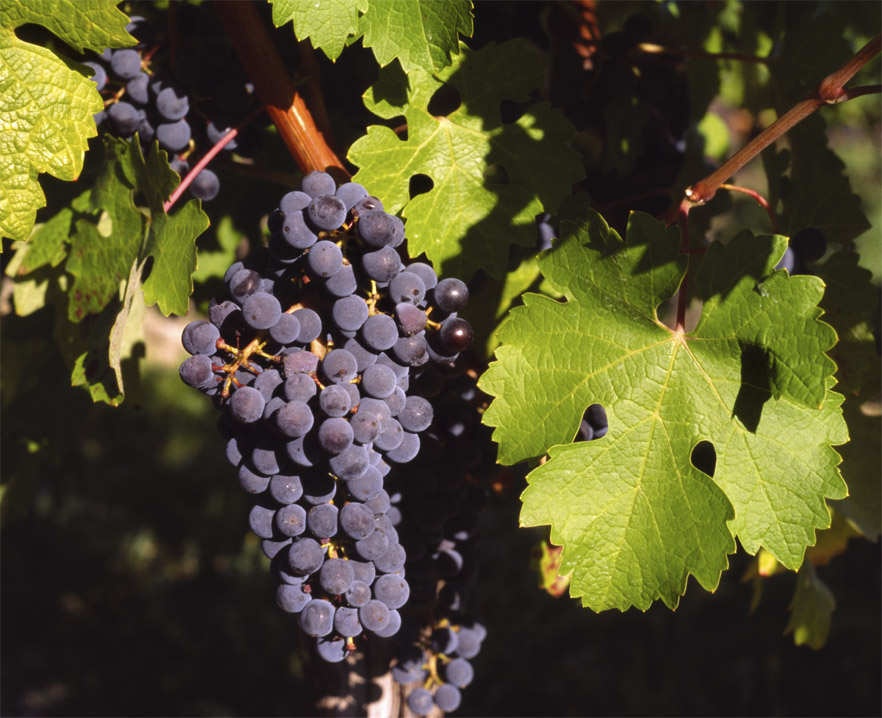
赤霞珠

赤霞珠（Cabernet sauvignon），也译作卡本內蘇維翁、卡本內蘇維濃、加本纳，是一种主要用于酿造葡萄酒的釀酒葡萄，與白葡萄酒使用的夏多內同为世界上最为广泛栽培的葡萄品种 。
卡本內蘇維濃属釀酒葡萄，原产於法国波尔多。它是由法国西南部在17世纪无意中培育的，其亲本为品麗珠以及白苏维翁。
尽管成熟期长，产量低，但作为波尔多葡萄酒的一种主要类型，卡本內蘇維濃在世界各地广泛种植，是全世界最受欢迎的黑色酿酒葡萄，也是栽培历史最悠久的葡萄品种，早在古罗马时代（公元23-79年）就有栽培赤霞珠葡萄的记载。他能很好的展现出各地的风土特色。
赤霞珠的经典特征往往是酒体饱满的葡萄酒，单宁高，酸度明显，有助于葡萄酒的陈年潜力。 在凉爽的气候下，赤霞珠倾向于生产带有黑醋栗香气的葡萄酒，伴随着青椒、薄荷和雪松的香气，随着葡萄酒的陈酿，这些香气都会变得更加明显。 在更温和的气候下，黑醋栗的味道通常带有车厘子和黑橄榄的味道，而在非常炎热的气候下，黑醋栗的味道可能会过于成熟，散发“果酱”的味道。 在澳大利亚的部分地区，尤其是南澳大利亚的库纳瓦拉葡萄酒产区，赤霞珠葡萄酒往往带有桉树或薄荷醇的特殊香气。

## 历史
赤霞珠的历史并没有他的名气那么长，现在也没有资料显示是罗马人最先种植，根据资料1736年在波尔多的格拉芙地区小維督爾（Petit-Vidure）可能就是赤霞珠。1783在波亞克被称为小卡本內蘇維濃（Petit Cabernet Sauvignon）。
最早在波尔多种植赤霞珠的酒庄被认为是木桐酒莊和單人舞堡酒莊。
1990年美国的加州大学戴维斯分校透過DNA技术分析更加确定了赤霞珠的亲本为卡本內弗朗以及白蘇維濃。从香气上也能说明它是这两个葡萄杂交而来，黑加仑以及黑胡椒来源於卡本內弗朗，而植物味道更多来源於白蘇維濃。
20世纪开始赤霞珠被新世界国家广泛种植，1990年起种植面积超过梅洛，究其原因种主要是其种植容易抗病害强，另外波尔多1855列级庄的成功宣传。
也因其极强的适应性以及广泛种植，有批评家认为他导致了市场的单一以及当地特色品种的大量减少。

## 发展
卡本內蘇維濃的衍生品種超過250種以上，常见的为15, 169, 170, 191, 216, 217, 218, 219, 267, 269, 337, 338, 339, 341, 410, 411, 412, 685, 1124 以及 1125。
1977年以及1991年科学家透过改变控制葡萄皮的基因VvMYBA1和VvMYBA2，培育出了他的芽变品种灰卡本內蘇維濃和白卡本內蘇維濃。。
在法国另外2种透过卡本內蘇維濃培育出的品种有馬賽蘭（卡本內蘇維濃 X 格那希），Ekigaïna（塔那 X 卡本內蘇維濃）。在德国同样有3种分别是：卡本内-卡奔、卡本内-庫賓、卡本内-科蒂珠絲。

## 别名
在国外赤霞珠也有被叫做 vidure sauvignonne，carbonet ，bidure 等。
因为法语发音与中文汉字的关系它在华语区名称也有不同，关于赤霞珠的由来有很多说法，最有意思的因為清朝张裕公司引进葡萄品种，因文人见其黑似赤霞一般故名赤霞珠。「卡本內蘇維濃」名称則是是从法语音译过来的，这种叫法在台灣及香港十分流行。

## 种植

### 植物学属性
幼叶成红铜色。成叶色深、叶片中等偏小、叶裂较深呈U型。叶柄处临近裂片重叠。背面绒毛密度较低。
果实小而圆，果皮厚，果实重量在1.3-1.4g，穗重100g左右。

### 土壤
赤霞珠在各种土壤条件下都能成活，对土壤要求低。在砾石中成熟度高于粘土及沙土。在有机质含量高的土壤中如纳帕山谷、澳大利亚的coonawara等表现出更强劲的酒体。
在产量于葡萄成熟度成反比，过高产量不仅使酒体寡淡而且会增加生青味。为了提高葡萄酒的质量我们一定要选择合适的品种以及克隆系对应当地的气候土壤特征，乃至砧木的选择。

### 抗病性
赤霞珠抗病性强，能抵抗大部分病害尤其是对灰霉菌。但是对霜霉病抗性较差、以及葡萄藤上的疾病如：黑痘病、葉緣焦枯病菌。

## 酿造
赤霞珠陈年潜力强，酚类物质含量多，抗氧化能力强。通常使用橡木桶陈酿。

### 发酵
为了更好的提取单宁赤霞珠发酵温度通常为28摄氏度，浸渍时间也较长通常酒精发酵结束后1-2周才会分离皮渣。压榨酒单宁含量更高，根据酿酒师的喜好可能部分于自留酒混合。赤霞珠的酿造方式比较传统。一些成熟度差的赤霞珠在发酵过程中可能会加入一些生橡木片以减少生青味和氧化。很少有用二氧化碳浸渍，当然在澳大利亚一些酒庄也尝试使用二氧化碳浸渍发酵法生产一些清爽的酒。苹果酸乳酸发酵对于赤霞珠来说是必须的。

### 陈酿
赤霞珠入桶比例很高，通过橡木桶的陈酿会使酒体更圆润，香气更丰富。在波尔多我们使用225公升的法国橡木桶陈酿6-18月不等。酒在木桶内会进行微氧化，这一复杂的化学变化对酒的香气和口感都有积极的作用，这也就是为什么虽然我们可以人为的加入橡木片或橡木条来增加香气，但是却还是没有橡木桶陈酿的好。酿酒师还会通过选择不同大小及不同产区的木桶来使酒的口味更加复杂。

### 混合
在波尔多赤霞珠通常不是单一品种出现，品麗珠、梅洛葡萄、小維多、马尔贝克、卡門內（法語：Carménère）等都是赤霞珠的混合对象。因为这是AOC波尔多的法定品种。在美国澳大利亚等其产区也有用赤霞珠于希哈、田帕尼優混合。
混合有时是在陈酿前进行，有时也会在装瓶前进行。这个根据不同的酒庄酿酒师的风格而定。

## 香气
赤霞珠香气浓郁，成熟的赤霞珠带有浓重的黑色水果香气，如：桑葚、李子、黑醋栗，以及香料的香气，如胡椒。不成熟的时候会带有植物味，如青草、青椒、雪松。发酵过程中也会产生浓郁的黄油味。经过橡木桶陈酿后会出现浓郁的陈酿香气，如：烟草、雪茄、咖啡、太妃糖、香草（美国橡木桶）等。在装瓶5-10年后还会出现皮革、马厩、肉汤、蘑菇等陈酿香气。
由卡本內蘇維濃釀造的葡萄酒，受葡萄採收時果實成熟度影響很大，當果實未完美成熟，會顯現更明顯的青椒以及植物性氣味，相反，果實成熟完美，甚至是過熟狀態，那麼釀造的酒就會呈現出黑醋果醬氣息，口感似果醬。

## 世界各地区

### 智利
果味浓郁，单宁结实，尤加利和薄荷气息是智利產卡本內蘇維濃的明显特点，不同山谷的卡本內蘇維濃各有特色，有的红色浆果味浓郁、有的带有果酱味、有的胡椒味明显，还有的具有香草味道。

### 阿根廷
阿根廷的赤霞珠通常是酿造单一品种的葡萄酒，但有时也与马尔贝克混酿，种植面积仅次于马尔贝克，一般葡萄酒会在橡木桶中陈酿很长时间，带来鲜肉和皮革的味道。阿根廷最主要的产区是门多萨。

### 法国
在法国赤霞珠用途广泛，红酒、桃红酒、气泡酒、甜酒。

#### 波尔多
波尔多全区普遍种植，尤其以左岸产区为主，其中上梅多克产区富含排水良好的砾石，是卡本內蘇維濃最著名的产区，通常混合梅洛，品麗珠等品种以求葡萄酒的和谐及丰富性。而在右岸，圣爱美浓和波美侯产区赤霞珠的种植就只能排在梅鹿辄和品丽珠之后位列第三。就整个波尔多地区而言，梅洛才是波尔多产区种植面积最多的品种，赤霞珠只是第二。但因为1855列级庄都位于波尔多左岸所以因为列级庄的全球推广使得赤霞珠成为了波尔多最具名望的葡萄品种。另外波尔多赤霞珠的种植面积占全法国60%之多。

#### 法国其他地区
法国西南产区（Sud-Ouest），朗格多克及普罗旺斯栽培也很盛。

### 美国
加州是继波尔多之后世界上卡本內蘇維濃最大的产地，以那岶谷为主。加州的赤霞珠很像波尔多，不同的是加州的山地使得葡萄更浓郁香气更集中，口感更紧实。

### 意大利
19世纪开始意大利就引进赤霞珠，1970年在意大利托斯卡纳更是产生了超級托斯卡纳这个使用赤霞珠葡萄酿酒的酒庄联盟，不過這並未被列入意大利的葡萄酒正式分類中。按照基安蒂当地法规法定產區必须包含70%桑娇维赛以及10%的当地白品种。但生产商确认为提高质量比严格遵照法规更重要，他们用赤霞珠替代了白品种从而生产出了质量更好更受国际赞誉的葡萄酒。这类酒在当地不被原产地法保护但是确质量很高，当然价格也领先法定產區級別很多。这些酒就是我们熟知的超级托斯卡纳。
在皮埃蒙特产区赤霞珠禁止与內比奧羅混合生产巴羅洛。但可以生产混合了赤霞珠的法定產區級別的红酒。

### 其他欧洲国家
在西班牙赤霞珠也有很大面积种植截至2004年赤霞珠已是西班牙第六大品种。就像意大利托斯卡纳一样，西班牙的原产地保护系统也禁止使用赤霞珠，如果使用赤霞珠酿酒，他们的酒就只能叫做餐酒而不允许使用法定產區标志。
另外在希腊、捷克、格鲁吉亚、罗马尼亚、英国也有赤霞珠的身影。

### 新世界
以澳洲庫納瓦拉、纽西兰的霍克斯湾和智利的中央山谷为主。新世界的卡本內蘇維濃，比如來自加州纳帕谷的與波爾多產區的相比較，更富有成熟果實的味道。

### 中国
中国1892年首次引种，1990年代大量引进，目前在新疆、山东、河北、宁夏、甘肃、四川等十几个省种植。因为种植广泛造成产品单一也是需要注意。现在英国《醇鉴》世界葡萄酒大賽经常能看到中国产酒得奖的消息。